# Rapporto Katzmann
Il Rapporto Katzmann (o Rapporto finale di Katzmann) è una delle più importanti testimonianze relative all'Olocausto in Polonia e allo sterminio degli ebrei polacchi durante la seconda guerra mondiale. È stato utilizzato come prova nei processi di Norimberga (USA n. L-18, reperto-277) e in numerosi altri procedimenti contro criminali di guerra all'estero. Si tratta di un rapporto rilegato in pelle dell'SS-Gruppenführer Fritz Katzmann, comandante delle SS e della polizia tedesche nel distretto della Galizia, intitolato Lösung der Judenfrage im Distrikt Galizien (La soluzione della questione ebraica nel distretto della Galizia), presentato il 30 giugno 1943 al capo delle SS e della polizia Friedrich Krüger che descrive parte dell'operazione Reinhard.
Il Rapporto Katzmann è stato pubblicato in tedesco e illustrato con le fotografie dei sistemi di persecuzione. Una traduzione polacca del rapporto è stata pubblicata negli anni '50 anche se soggetta alla censura comunista, e non aveva un'analisi accademica fornita con l'edizione più recente dell'Istituto della memoria nazionale: il testo completo non censurato del rapporto è stato pubblicato nel 2009.

## Il rapporto artefatto
Gli storici moderni considerano questo rapporto di valore limitato in termini di prove a causa della sua intenzionale distorsione dei fatti intesa a coprire il furto ripetuto di oro e denaro da parte dei vari funzionari tedeschi. Il libro di 62 pagine tenta di presentare lo sterminio degli ebrei come un'operazione ordinata. Inizia con la raccolta di foto intitolata "La soluzione del problema ebraico nella Galizia orientale", seguita dall'analisi dei costi e dei benefici. Il rapporto fornisce solo una finestra sull'entità del saccheggio. I totali non vengono mai arrotondati, hanno lo scopo di portare il lettore a credere nella loro autenticità.
Il Rapporto Katzmann è stato scritto non nei territori occupati ma a Berlino dopo il turno di servizio di Katzmann nel Distretto della Galizia, dove ha diretto personalmente l'omicidio di 55.000-65.000 ebrei durante il 1941-1942 intorno a Lemberg. Nei mesi successivi, la sua "caccia agli ebrei", unita ai rastrellamenti per le deportazioni di massa nei campi di sterminio, produssero un bilancio delle vittime di 143.000 persone. In tutto, il Rapporto descrisse l'omicidio di 434.329 ebrei, usando un linguaggio approvato e basato sulla popolare "scienza razziale" di Adolf Hitler e dei suoi "esperti", in modo da aiutare Katzmann ad avanzare in carriera.